# Laetinaevia marina
Laetinaevia marina är en svampart som först beskrevs av Boyd, och fick sitt nu gällande namn av Spooner 1984. Enligt Catalogue of Life ingår Laetinaevia marina i släktet Laetinaevia, ordningen disksvampar, klassen Leotiomycetes, divisionen sporsäcksvampar och riket svampar, men enligt Dyntaxa är tillhörigheten istället släktet Laetinaevia, familjen Dermateaceae, ordningen disksvampar, klassen Leotiomycetes, divisionen sporsäcksvampar och riket svampar. Arten är reproducerande i Sverige. Inga underarter finns listade i Catalogue of Life.